# HyperJoy WAVE

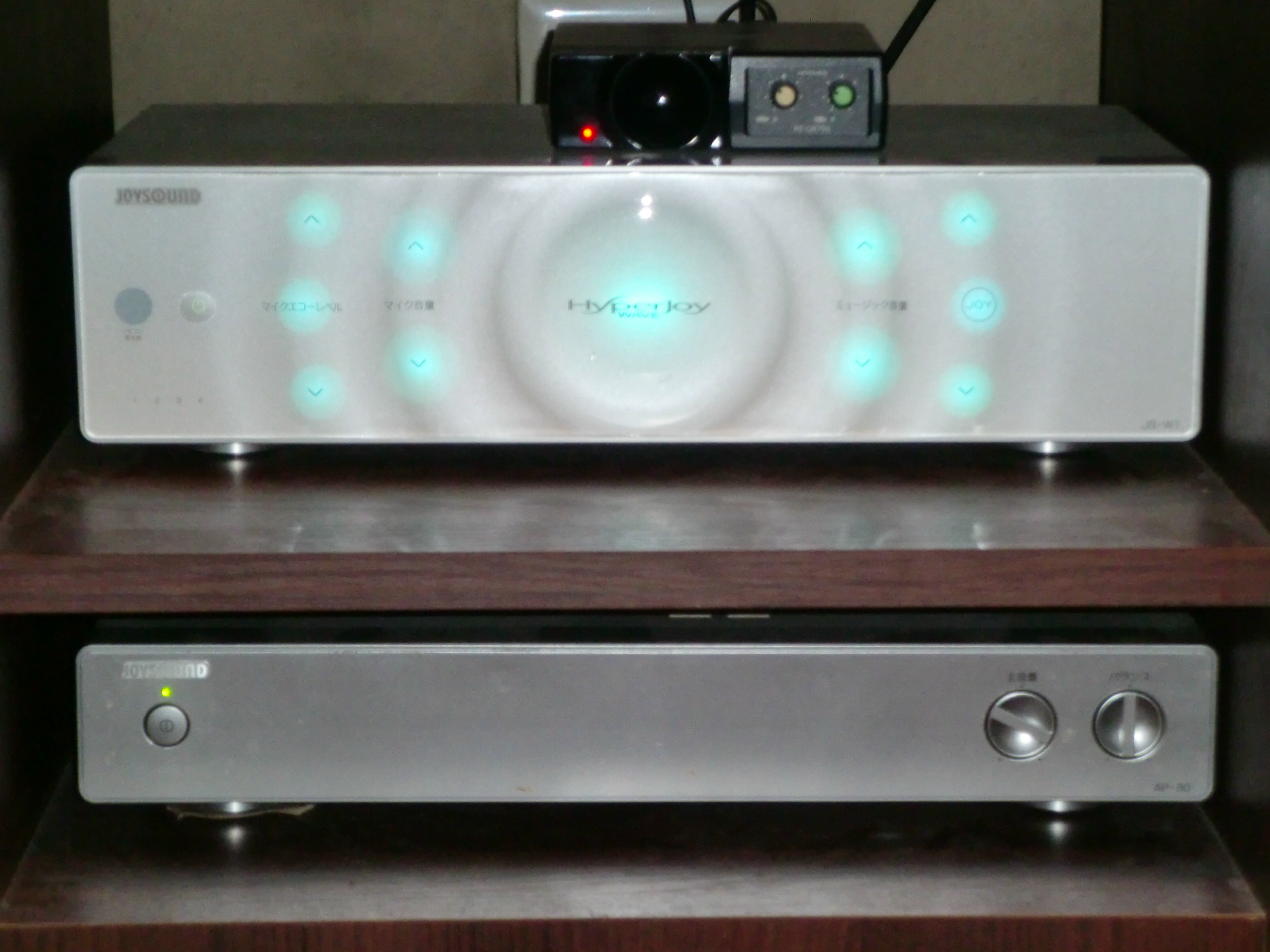
HyperJoyWAVE (JS-W1)

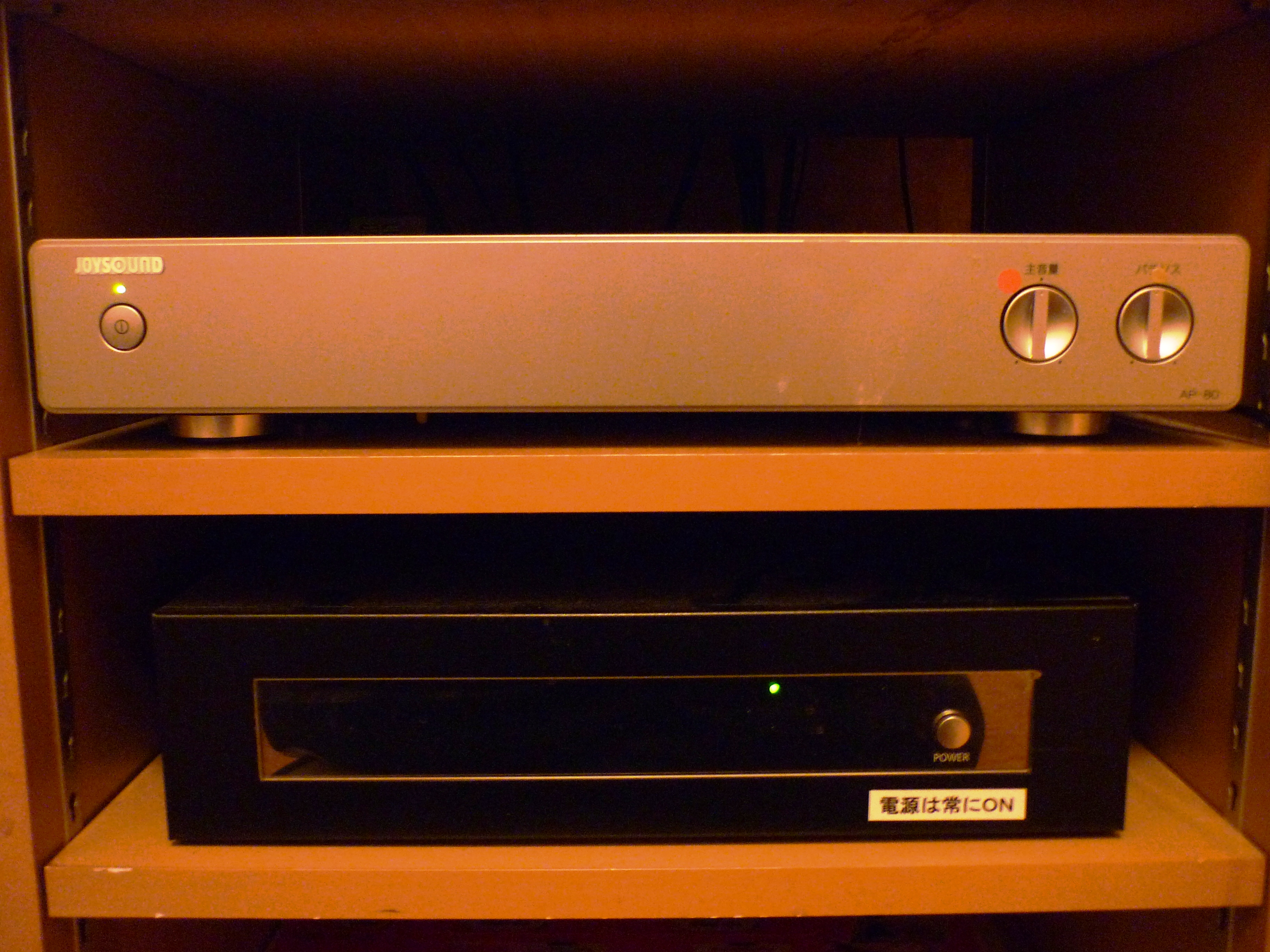
セットトップボックス（ST-1）。HyperJoy WAVEの機能を拡張する周辺機器で、「うたスキ動画」「アフレコ」など2008年秋以降に追加された新機能を利用するために必要。

HyperJoy WAVE（ハイパージョイウェーブ）はエクシング（ブラザー工業グループ）が運用する業務用通信カラオケのシリーズJOYSOUNDの一種。2006年11月発売。SNS「うたスキ」などのコンテンツとの連携や、映画等との提携キャンペーン、全国採点などに対応した初めての機種である。
新譜は月間1000曲以上配信。総配信曲数は2009年10月に13万曲を突破し、同時期に発売された第一興商のPremier DAMより配信曲数が多い。

## 特徴
本体フロントパネルに、液晶画面や7セグメントLEDといった情報表示部分やテンキー等を持たないのが特徴。フロントパネルには電源LEDのほか、音量・エコーレベル・マイク音量等を調整するためのボタンのみが存在する。そのため、曲の予約や予約済みの曲の確認などは全て専用リモコン「キョクNAVI」「キョクNAVI.s」上で行う。音量調節等もリモコンから可能。
演奏中は本体に内蔵されているLEDが光る（黄・緑・水色・青・紫・赤）。

## 採点

### 全国採点ONLINE
カラオケの得点を全国で競うことができる。順位は歌唱中にリアルタイムで更新され、画面右上部に、現時点の得点・順位等のテロップが表示される。

### 分析採点
10秒ごとに平均点を算出した採点推移表示式の採点。音程、ビブラート、しゃくりなどの歌唱テクニックを細かく分析し、得点の変化をグラフで視認することができる。DAMの「精密採点」とは採点方式が違う。

## ブロードバンドコンテンツ
録音
自分の歌声を無料で録音し、何度でも聴き直すことができるコンテンツ。
採点機能との併行利用や、《PVカラオケ》、《PV》、《アニメカラオケ》、《アニメ映像》、《LIVEカラオケ》、《LIVE映像》表記の楽曲の録音はできない。ただし、《アニメカラオケ》の表記がないアニメ映像付きの楽曲、《PVカラオケ》、《liveカラオケ》扱いでない本人映像付きの楽曲はその限りではない。
CLUBモード
楽曲をトランス、ハウス、ヒップホップ、レゲエ調にアレンジし、楽曲をノンストップで繋ぐシステム。対応している楽曲は限られている。採点機能の併行使用はできない。
うたスキ動画
自分の歌っている姿を撮影し、WEB上にアップロードできるコンテンツ。2008年10月サービス開始。
専用セットトップボックス (ST-1) が別途に必要。
ガイドボーカル
お手本ボーカルによるサポート機能のこと。対応楽曲は《ガイドボーカル入り》と表示される。
「うたいり」対応楽曲は子供向けアニメソングや童謡だが、ガイドボーカル対応楽曲はポップスや歌謡曲が多い。
アフレコ
2008年12月サービス開始。バンダイナムコゲームスとの共同開発で、アニメーション映像にアフレコを行うことで声優気分を味わえる。「うたスキ動画」同様、サービスの利用には専用セットトップボックスが必要。なお2014年10月末でサービスを終了している。
2009年9月現在、対応しているアニメは以下の通り。
- 機動戦士ガンダム
- 機動戦士ガンダムSEED
- 母をたずねて三千里
- 未来少年コナン
- テイルズ オブ ジ アビス
- テイルズ オブ デスティニー
- 機動警察パトレイバー
- 真ゲッターロボ 世界最後の日
- .hack//SIGN
- トップをねらえ!

## リアルタイムリクエスト
うたスキユーザーの投票によって、毎月末時点のランキング上位200曲が配信されるサービス。同機種対応キョクNAVIからもリクエストすることができる。